# La Vid de Ojeda
La Vid de Ojeda is een gemeente in de Spaanse provincie Palencia in de regio Castilië en León met een oppervlakte van 20,08 km². La Vid de Ojeda telt 105 inwoners (1 januari 2016).

## Demografische ontwikkeling
Bron: INE, 1857-2011: volkstellingen